# Aston Martin Vantage (2005)
O Aston Martin V8 Vantage é o automóvel mais acessível da Aston Martin, tendo sido idealizado para competir com o Porsche 911. É equipado com um motor V8, como diz o nome, com 4.8 L (4735 cc) 32-válvulas que produz 420 cv (313 kW) a 7,000 rpm. Velocidade máxima de 290km/h. A Aston Martin usou anteriormente o nome "Vantage" em variantes de alto desempenho de seus modelos GT existentes , notavelmente no carro baseado em Virage dos anos 90. O carro moderno, em contraste, é o carro mais enxuto e ágil da linha de produtos da Aston. 
A produção do V8 Vantage terminou em 2017 com a produção do V12 Vantage continuando em 2018. Em novembro de 2017, a Aston Martin revelou um novo Vantage redesenhado. O novo modelo foi revelado em 2017 como um carro do ano modelo de 2019.